# Horsøy
Ne doit pas être confondu avec Horsøyna (Øygarden).
Horsøy est une île norvégienne du comté de Hordaland appartenant administrativement à Askøy.

## Description
Située entre Hetlevik et Krokåsfeltet (no), elle s'étend sur environ 1,1 km de longueur pour une largeur approximative de 613 m. Entièrement aménagée, elle contient une usine de transformation de hareng qui a fermé ses portes en 2002. La zone a été rachetée en 2007 par la Framo Engineering.